# Fetlife
Fetlife (marknadsfört som FetLife) är en en engelskspråkig social plattform för personer intresserade av BDSM, fetischism och kinks. Den lanserades 2008 i Kanada. Plattformen är mer ett socialt nätverk än en dejtningssajt.

## Historik
3 januari 2008 lanserade datorprogrammeraren John Kopanas (känd under användarnamnet John Baku) från Montréal plattformen Fetlife. Det sprang ur hans frustration över svårigheterna att hitta kvinnor med samma sexuella intressen som han själv, något som han året innan försökt åtgärda via skapandet av "FriendsWithFetishes". Under omgörningen av denna webbplats bestämde Kopanas sig för att lansera den separat och under namnet FetLife (teleskopord för Fetish Life). Han samarbetade tidigt med James Golick som huvudsakligen teknikansvarig för plattformen.
Fetlife fick en stor tillströmning till följd av det BDSM-relaterade intresset i samband med Femtio nyanser-böckernas popularitet. Detta ledde mellan 2012 och 2015 till en medlemsökning från 1,2 till 3,6 miljoner medlemmar, en nivå som innebar stora utmaningar för plattformen och nätverket.
I januari 2017 raderade Fetlife flera hundra av sina grupper, inklusive allt som berörde blod, nålar, våldtäkt och incest; dessutom stängde man tillfälligt möjligheten att skapa nya grupper. Orsaken till förändringarna var påtryckningar från Fetlifes betalningsförmedlare, något som Electronic Frontier Foundation såg som censur.

## Verksamhet
Medlemskap är obligatoriskt på plattformen, där varje medlem har en personlig profil med möjligheten att skylta med en eller flera sexuella läggningar, BDSM-relaterade roller och fetischer. Profiler kan också lista relationer till/med andra medlemmar.
Medlemmar kan skapa och bli del av grupper, med en funktion som internetforum, skicka direktmeddelanden till en eller flera andra medlemmar, liksom organisera och göra reklam för olika evenemang. Medlemmar kan också posta blogginlägg, fotografier och videor – antingen publikt eller endast för medlemmarna i postarens vänlista – utöver kommentarer på andra medlemmars bloggposter.
Plattformens sökfunktion är medvetet begränsad i syfte att förhindra medlemmarna att leta upp användare med specifik ålder, kön etc. Bloggposter kan endast sökas efter via taggar som specificeras av postaren.